# リバーサイド・レコード
リバーサイド・レコード（Riverside Records）は、1953年にオリン・キープニュースとビル・グラウアーによってニューヨーク市に設立されたジャズ・レコード・レーベル。キープニュースは同レーベルのほとんどのアルバムにプロデューサーとして関わっていた。グラウアーは財政面を管理していた。
名称はレコード・チェンジャー誌（Record Changer）の電話番号の前につくゾーン表示から由来する。
実質的な活動期間は約10年間で、現在はコンコード・ミュージック・グループの傘下、ファンタジー・レコードが形成しているオリジナル・ジャズ・クラシックス（OJC）によりバック・カタログがリイシューされている。同系列にプレスティッジ・レコード等がある。
日本での販売元はビクターエンタテインメントを主としていたが、2006年にアメリカ本国の配給元がユニバーサル ミュージック グループになったため、日本もユニバーサル・ミュージック・ジャパンに移っている。

## 沿革
- 1953年 ビル・グラウアーとオリン・キープニュースによってクラシック・ジャズ（古典ジャズ）の復刻専門レーベルとしてニューヨーク市に創設。
- 1954年 ランディ・ウィルソンを初めとしてモダン・ジャズに着手する。
- 1955年 ジャズ・ピアニストセロニアス・モンクと契約したのを機に本格的なレコード制作活動を始める。
- 1960年 子会社ジャズランド・レコードを発足。
- 1963年 ビル・グラウアー、死去。
- 1964年 倒産。
- 1972年 ファンタジー・レコードに吸収される。
- 1983年 ファンタジーがオリジナル・ジャズ・クラシックスを発足した事によりこの系列下に入る。
- 2004年 親元のファンタジー・レコードがコンコード・レコードに買収され、リバーサイドはコンコード・ミュージック・グループの一部となる。

## 主なアーティスト
- ビル・エヴァンス
- ウェス・モンゴメリー
- セロニアス・モンク
- キャノンボール・アダレイ
- チェット・ベイカー
- ジョニー・グリフィン
- ランディ・ウェストン